# La Pobla de Mafumet
La Pobla de Mafumet è un comune spagnolo di 1 194 abitanti situato nella comunità autonoma della Catalogna.